# محمد عناد الفايز
محمد عناد الفايز (وُلد في 18 آذار 1968 في عمّان) هو سياسي أردني وعضو سابق في مجلس الأمة الأردني فُصل من البرلمان بعد رسالته إلى الأمير محمد بن سلمان التي طلب فيها تعليق المساعدات للأردن حتى يُوضع المزيد من التدابير لمكافحة الفساد إذ علّل أن الشعب لا يستفيد منها شيئًا وأن الفساد هو ما يعيق تحسين وضع الشعب الأردني.

## الحياة المُبكرة
وُلد الفايز في عمّان عام 1968 لأبوين الشيخ عناد محمد الفايز والشيخة سلطانة بنت مثقال الفايز. جده لأمه هو مثقال باشا الفايز. وهو ابن عم رئيس الوزراء الأردني الأسبق فيصل الفايز. حصل على درجة البكالوريوس في العلوم السياسية من الجامعة الأردنية وأكمل درجة الماجستير في العلاقات الدولية في المملكة المتحدة.

## الحياة المهنية
وفي عام 2020 أصبح الفايز عضوًا في مجلس الأمة بتاريخ 10 كانون الأول 2020 م. خسر الانتخابات أمام عبد المنعم العودات على منصب رئيس مجلس النواب، وحصل على 26 صوتًا من أصل 115 صوتًا.
في عام 2023، حثّ الفايز ولي العهد السعودي محمد بن سلمان على تعليق المساعدات للأردن، مُبررًا أن "هذه المساعدات تذهب فقط إلى طبقة فاسدة تزداد ثراءً على حساب الشعب الأردني الفخور". وبعد تصريحاته تلقّى ضغطًا هائلًا، فاستقال الفايز من منصبه، على الرغم من مطالبة العديد من الأردنيين له بالبقاء. في 18 كانون الثاني، طُرد من مجلس الأمة بأغلبية 92 صوتًا من أصل 110 صوتًا تؤيد هذا القرار، وكان التعليل الرسمي: "بسبب تشويه سمعة المملكة"؛ وبذلك انتهَت حياته السياسية.
واختار الفايز التبرع بكامل راتبه كنائب في مجلس الأمة لدوائر الشعب، مما جعله يتلقى تهمة "تلقي مخصصات مالية دون وجه حق خلال غيابه عن مجلس الأمة".

## طالع أيضًا
- الفايز
- محمد بن سلمان
- مجلس النواب الأردني